# Les Aventures d'Homer à travers le pare-brise
Les Aventures d'Homer à travers le pare-brise est un épisode de la série télévisée d'animation Les Simpson. Il s'agit du vingtième-deuxième épisode de la trente-quatrième saison et du 750e de la série.

## Réception
Lors de sa première diffusion, l'épisode a attiré 0,87 million de téléspectateurs.